# (35917) 1999 JK99
1999 JK99 (asteroide 35917) é um asteroide da cintura principal. Possui uma excentricidade de 0.08232110 e uma inclinação de 9.78627º.
Este asteroide foi descoberto no dia 13 de maio de 1999 por LINEAR em Socorro.